# Конвенція про хімічні речовини (1990)
Конвенція про хімічні речовини 1990 року — конвенцією Міжнародної організації праці.

## Зміст
Конвенція відбулася на 77-й сесії Міжнародної конвенції праці в Женеві 6 червня 1990 року. Конвенція зазначає важливість захисту навколишнього середовища, населення та всіх працівників від хімічних речовин. У ньому відзначається актуальність Конвенції про допомогу у разі виробничого травматизму 1964 року, Конвенції та Рекомендації щодо бензолу 1971 року, Конвенції та Рекомендації 1974 року про рак на виробництві, Конвенції про виробниче середовище (забруднення повітря, шум і вібрація) 1977 року, переліку професійних захворювань, внесених у 1980 році, Конвенція та Рекомендація про безпеку та гігієну праці 1981 р., Конвенція та Рекомендація про служби гігієни праці 1985 р. та Конвенція та Рекомендація щодо азбесту 1986 р. Працівники повинні бути проінформовані про використовувані хімічні речовини та зменшити можливість захворювань і травм на виробництві.

### Сфера застосування та визначення
Перші дві статті стосуються визначення різних термінів, які будуть використовуватися в цій Конвенції, і сфер застосування або сфер застосування.

#### Стаття 1
Ця конвенція поширюється на всі галузі економіки, в яких використовуються хімічні речовини. Після оцінки пов'язаних небезпек і захисних заходів, які необхідно застосувати, організація може бути виключена компетентним органом члена, якщо виникають особливі проблеми, забезпечується достатній захист або запобіжні заходи, вжиті для захисту конфіденційної інформації, не ставлять під загрозу безпеку робітників. Ця конвенція не поширюється на предмети, які не піддають працівників впливу небезпечних хімічних речовин. Він не застосовується до організмів, але застосовується до хімічних речовин, отриманих з організмів.

#### Стаття 2
Термін «хімічні речовини» визначається як природні або синтетичні елементи та сполуки для цієї конвенції.

Термін «небезпечна хімічна речовина» означає будь-яку хімічну речовину, класифіковану як небезпечну відповідно до статті 6, або щодо якої існує інформація, що вказує на те, що вона є небезпечною.

Термін використання хімічних речовин на роботі означає будь-яку діяльність, яка може зазнати впливу хімічних речовин на працівників під час виробництва, обробки, зберігання та транспортування хімічних речовин. Крім того, цей термін включає обробку хімічних відходів, випуск хімічних результатів і обслуговування, ремонт і очищення обладнання та контейнерів для хімікатів.
Галузі економічної діяльності означають усі галузі, включаючи державні послуги. Термін «виріб» означає об'єкт, який має певну форму або малюнок під час виготовлення або який знаходиться в натуральній формі та використання якого повністю або частково залежить від його форми або малюнка. Представники трудящих — це особи, визнані національним законодавством або практикою відповідно до Конвенції представників трудящих 1971 року.

### Загальні положення

#### Стаття 3
Необхідно провести консультації з найбільш представницькими організаціями зацікавлених роботодавців і працівників щодо заходів щодо впровадження.

#### Стаття 4
Кожен член повинен сформулювати, запровадити та періодично переглядати узгоджену політику безпеки під час використання хімічних речовин на робочому місці.

#### Стаття 5
Компетентний орган має право забороняти використання певних небезпечних хімічних речовин з міркувань безпеки або вимагати попереднього дозволу на використання.

### Класифікація та відповідні заходи
Статті з шостої по дев'яту стосуються класифікації всіх хімічних речовин, постачання, заходів безпеки та рекомендацій Організації Об'єднаних Націй . Заходи записуються в адаптованих паспортах безпеки.

#### Стаття 6
Компетентний орган або орган, схвалений або визнаний компетентним органом, повинен створити системи для класифікації всіх хімічних речовин. Небезпечні властивості сумішей можна визначити на основі небезпеки окремих компонентів. Рекомендація Організації Об'єднаних Націй може бути прийнята до уваги при перевезенні небезпечних вантажів. Системи класифікації та їх застосування поступово розширюються.

#### Стаття 7
Усі хімічні речовини мають бути марковані. Небезпечні хімічні речовини мають бути спеціально позначені. Ці позначки повинні бути зроблені компетентним органом самостійно або компетентний орган повинен дозволити маркування. При перевезенні небезпечних вантажів необхідно враховувати рекомендації ООН.

#### Стаття 8
Роботодавцям повинні бути надані аркуші даних, що містять інформацію про небезпеки, постачальників, заходи безпеки та дії в надзвичайних ситуаціях для небезпечних хімічних речовин. Листи даних підлягають критеріям, встановленим компетентним органом або визнаними органами відповідно до Критеріїв. Ім'я, що використовується в паспорті даних, має відповідати імені на етикетці.

#### Стаття 9
Усі постачальники хімікатів повинні забезпечити класифікацію хімікатів згідно зі статтею 6, маркування відповідно до статті 7 та надання паспортів безпеки відповідно до статті 8.Коли з'являється нова інформація про здоров'я та безпеку хімічних речовин, постачальник небезпечних хімічних речовин повинен забезпечити передачу нових етикеток і паспортів безпеки відповідно до національного законодавства.

Постачальники хімічних речовин, які ще не класифіковані відповідно до статті 6, повинні отримати доступну інформацію про хімічну речовину, щоб оцінити, чи є вона небезпечною.

### Обов'язки роботодавців
Статті з 10 по 16 стосуються обов'язку роботодавців інформувати працівників про можливі ризики, пов'язані з використанням хімічних речовин на робочому місці. Роботодавці та працівники повинні працювати разом, щоб забезпечити безпеку.

#### Стаття 10
Роботодавці повинні забезпечити маркування всіх хімікатів згідно зі статтею 7, а паспорти хімічних речовин надаватися працівникам та їхнім представникам відповідно до статті 8.Якщо роботодавці отримують хімічні речовини, які не марковані відповідно до статті 7 або для яких не надано паспорти безпеки відповідно до статті 8, вони повинні отримати інформацію від постачальника або з інших доступних джерел. До цього часу хімічні речовини використовувати не можна. Роботодавець повинен переконатися, що використовувані хімічні речовини були класифіковані відповідно до статті 6, ідентифіковані відповідно до статті 9, марковані відповідно до статті 7 і що було вжито всіх необхідних запобіжних заходів. Роботодавці повинні вести реєстр усіх небезпечних хімічних речовин, які використовуються на робочому місці, з перехресними посиланнями на їхні паспорти хімічної безпеки та надавати його всім працівникам.

#### Стаття 11
Під час передачі хімічних речовин роботодавець повинен надати працівникам достатню інформацію про заходи безпеки та ідентичність хімічних речовин.

#### Стаття 12
Роботодавці повинні гарантувати, що працівники не піддаються впливу небезпечних хімічних речовин довше, ніж дозволено, повинні оцінювати вплив небезпечних хімічних речовин на працівників, повинні контролювати та реєструвати роботу з небезпечними хімічними речовинами для захисту безпеки та здоров'я, а також повинні забезпечити належне ведення записів.

#### Стаття 13
Роботодавець повинен провести оцінку ризиків, пов'язаних із використанням хімічних речовин на роботі, і захистити працівників шляхом вжиття відповідних заходів. Роботодавці повинні обмежити вплив хімічних речовин на працівників, щоб захистити здоров'я та безпеку, надати першу допомогу та вжити заходів на випадок надзвичайних ситуацій.

#### Стаття 14
Небезпечні хімічні речовини та спорожнені контейнери, що містять залишки небезпечних хімічних речовин, необхідно утилізувати таким чином, щоб зменшити ризик для безпеки, здоров'я та навколишнього середовища.

#### Стаття 15
Роботодавці повинні інформувати працівників про небезпеки, з якими вони стикаються на своєму робочому місці, а також про хімічні етикетки та паспорти безпеки. Вони повинні використовувати паспорти безпеки як основу для робочих інструкцій і забезпечувати постійне навчання працівників щодо використання хімікатів.

#### Стаття 16
Роботодавці та працівники повинні працювати разом щодо безпеки під час використання хімічних речовин на робочому місці.

### Обов'язки працівників
Стаття 17 стосується співпраці між роботодавцями та працівниками для зменшення ризиків на роботі.

#### Стаття 17
Працівники повинні тісно співпрацювати з роботодавцями та дотримуватися всіх процедур використання хімічних речовин на роботі, щоб забезпечити безпеку. Працівники повинні вживати всіх розумних заходів для мінімізації ризику, пов'язаного з поводженням з хімікатами.

### Права працівників та їх представників
Стаття 18 надає працівникам право уникати неминучого ризику за станом здоров'я без необґрунтованих наслідків.

#### Стаття 18
Працівники мають право відмовитися від небезпеки, пов'язаної з роботою з хімічними речовинами, якщо існує безпосередній ризик для їх здоров'я чи безпеки. Працівники, які рятуються від небезпеки відповідно до положень цієї статті, повинні бути захищені від невиправданих наслідків. Постраждалі працівники мають право на інформацію про властивості та ідентичність, етикетки та паспорти безпеки використовуваних хімікатів. Якщо розкриття хімічної речовини конкуренту може завдати шкоди бізнесу роботодавця, роботодавець, надаючи інформацію, яку вимагає ця стаття, може захистити особу відповідно до статті 1.

### Відповідальність держав-експортерів
Статті з 19 по 27 стосуються обов'язків держав, які експортують небезпечні хімічні речовини, і обов'язків щодо контролю. Вони також стосуються чинності цієї Конвенції та сфери застосування.

#### Стаття 19
Якщо держава-член-експортер забороняє використання певних або всіх небезпечних хімічних речовин з міркувань безпеки та здоров'я на роботі, про факт і причини цього повідомляються всім країнам-імпортерам.

#### Стаття 20
Документи про ратифікацію цієї Конвенції мають бути надіслані Генеральному директору Міжнародного бюро праці для реєстрації.

#### Стаття 21
Ця Конвенція є обов'язковою лише для членів, чиї документи про ратифікацію були зареєстровані Генеральним директором. Вона набуває чинності через дванадцять місяців після дати реєстрації документів про ратифікацію Генеральним директором перших двох членів. Після цього Конвенція набуває чинності для кожного додаткового члена через дванадцять місяців після дати її ратифікації.

#### Стаття 22
Ратифікований член може через десять років після набрання чинності конвенцією денонсувати актом на ім'я Генерального директора. Денонсація набуває чинності через рік після дати реєстрації. Будь-який ратифікований член, який не скористається правом на денонсацію протягом зазначеного десятирічного періоду, може денонсувати лише після закінчення наступних десяти років за згаданих умов.

#### Стаття 23
Генеральний директор бере до відома всі документи про ратифікацію та денонсації всіма повідомленими членами. Повідомляючи членів про другу ратифікацію, Генеральний директор зазначає дату, коли конвенція набуває чинності.

#### Стаття 24
Генеральний директор МОП передає Генеральному секретарю ООН для реєстрації відповідно до статті 102 Статуту Організації Об'єднаних Націй відомості про всі ратифікації та денонсації.

#### Стаття 25
Адміністративна рада МОП у визначений нею час подає доповідь про виконання цієї Конвенції та розглядає необхідність її перегляду.

#### Стаття 26
Якщо конференція приймає нову конвенцію, яка переглядає цю конвенцію, ратифікація нової конвенції без шкоди для статті 22 призводить до негайної денонсації цієї конвенції. У день набуття чинності новою конвенцією ця конвенція втрачає чинність.
Ця Конвенція в будь-якому випадку залишається чинною в її нинішньому вигляді для тих членів, які ратифікували її, але не ратифікували Конвенцію про перегляд.

#### Стаття 27
Англійська та французька версії тексту цієї Конвенції мають однакову силу.

## Ратифікації
Станом на січень 2024 року конвенцію ратифікували 24 держави.
| Країна                        | Дата підписання        | Статус                             |
| ----------------------------- | ---------------------- | ---------------------------------- |
| Бельгія                       | 14 червня 2017 р       | В силі                             |
| Бразилія                      | 23 грудня 1996         | В силі                             |
| Буркіна Фасо                  | 15 вересня 1997 р      | В силі                             |
| Китай                         | 11 січня 1995 року     | В силі                             |
| Колумбія                      | 06 вересня 1994 року   | В силі                             |
| Кіпр                          | 02 серпня 2016         | В силі                             |
| Кот д'Івуар                   | 01 листопада 2019      | В силі                             |
| Домініканська республіка      | 03 січня 2006          | В силі                             |
| Фінляндія                     | 21 січня 2014 р        | В силі                             |
| Німеччина                     | 23 листопада 2007 р    | В силі                             |
| Італія                        | 03 липня 2002          | В силі                             |
| Ліван                         | 26 квітня 2006         | В силі                             |
| Люксембург                    | 08 квітня 2008         | В силі                             |
| Мексика                       | 17 вересня 1992 р      | В силі                             |
| Нідерланди                    | 08 червня 2017 р       | В силі                             |
| Норвегія                      | 26 листопада 1993 р    | В силі                             |
| Польща                        | 19 травня 2005 р       | В силі                             |
| Республіка Корея              | 11 квітня 2003         | В силі                             |
| Швеція                        | 04 листопада 1992 року | В силі                             |
| Швейцарія                     | 25 квітня 2022 р       | В силі                             |
| Сирійська Арабська Республіка | 14 червня 2006 р       | В силі                             |
| Об'єднана Республіка Танзанія | 15 березня 1999 р      | В силі                             |
| Зімбабве                      | 27 серпня 1998 р       | В силі                             |
| Україна                       | 6 грудня 2023 р        | Набуде чинності 6 грудня 2024 року |